# Henschel Typ Preller
Die schmalspurigen Dampflokomotiven Henschel Typ Preller wurden von Henschel über einen langen Zeitraum in größerer Stückzahl hergestellt. Es sind 16 Lokomotiven aus der Zeit von 1901 bis 1937 bekannt. Sie wurden vorrangig in der Spurweite von 900 mm, aber auch in 750 mm und 600 mm gebaut. Von jeder Spurweitenvariante sind heute (2023) fünf Lokomotiven als Denkmal oder bei Museumsbahnen vorhanden.

## Geschichte
Die Lokomotiven wurden für Bauunternehmen mit einer Spurweite von 900 mm beschafft, wobei oft der Name Polensky & Zöllner auftritt. Seitens des Baukonzerns wurde eine Stückzahl von elf Maschinen genannt, sodass heute (2023) von 16 bekannten Lokomotiven ausgegangen werden kann. Bis zum Ersten Weltkrieg wurden die Lokomotiven vermutlich durchgängig für eine Spurweite von 900 mm gebaut. In den 1930er Jahren werden auch Exemplare in 750 bzw. 700 mm Spurweite gelistet. Weitere Empfänger der Lokomotiven waren unter anderem die Bauunternehmen Leonhard Moll in München und Philipp Holzmann in Frankfurt am Main.

### Cukrownia Tuczno CT 5

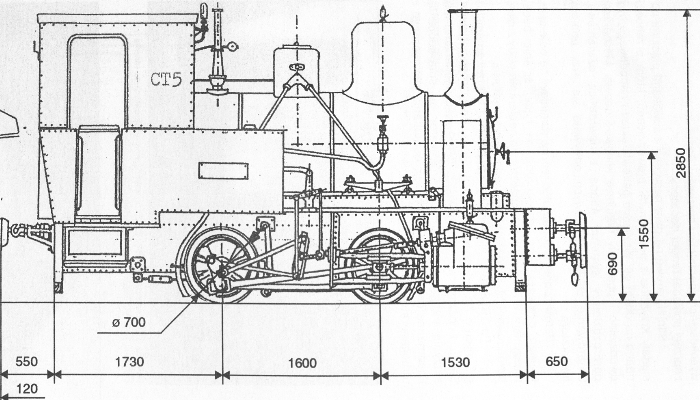
Maßskizze der Lokomotive CT 5

Im Jahr 1913 kaufte die Zuckerfabrik in Tütz von der Firma Henschel eine Lokomotive mit der Fabriknummer 12550 für ihre Zuckerrübenbahn in der Spurweite von 900 mm. Die Tenderlokomotive mit wenig Vorrat an Wasser und Kohle erhielt in der Werkstatt der Zuckerfabrik einen kleinen zweiachsigen Tender mit einer Dienstmasse von 8,9 t und einem Fassungsvermögen von 3,9 m³ Wasser und 1,3 t Kohle zur Erhöhung des Arbeitsbereiches.
Die Lokomotive wurde bei der Zuckerfabrik Tütz mit wechselnden Eigentümern und Bezeichnungen eingesetzt. Im Jahr 1942 wurde nach der deutschen Besetzung Polens im Zweiten Weltkrieg das gesamte Gleisnetz und der gesamte Maschinenpark der Zuckerrübenbahn auf die Spurweite von 750 mm umgespurt. Die Lokomotive erhielt die Betriebsnummer CT 5.
Vor dem Zweiten Weltkrieg wurden alle Ausbesserungen in der Werkstatt der Zuckerfabrik durchgeführt, danach wurden diese im Zakłady Naprawcze Taboru Kolejowego (ZNTK) Nowy Sącz geschickt. 1971 wurde sie in der nun Cukrownia Tuczno genannten Zuckerfabrik abgestellt. Am 14. August 1985 wurde sie vom Eisenbahnmuseum Warschau übernommen. Die Maschine steht 2023 im Eisenbahnmuseum Sochaczew. Der Zustand der Lokomotive muss als Wrack bezeichnet werden.

### RüKB 99 4603
Die Lok mit der Fabriknummer 22619 wurde an das Bauunternehmen Leonhard Moll in München verkauft. Die 1934 gefertigte Lok wird ebenfalls mit der Spurweite 750 mm angegeben, es ist unklar, ob sie auch original mit dieser Spurweite hergestellt wurde oder sie durch nachträglichen Umbau erhielt. Die Lok stand bis 1985 in München auf einem Denkmalssockel und gelangte 1995 in Privatbesitz nach Wien. 2005 wurde die Lok nach einer Hauptausbesserung in Rumänien zu der Rügenschen Kleinbahn überstellt. Dort hatte es mit der gleichen Nummer (Lenz-Typ m) bereits eine Lokomotive bis 1966 gegeben.
Seit 2015 ist die Lok im Besitz des Traditionsvereins Kleinbahn des Kreises Jerichow I e. V. in Magdeburgerforth als Baureihe 99 4721 und wird dort als „Dampflok Emma“ betriebsfähig aufgearbeitet.

### Grube Fortuna (Solms) Nr. 1
Die Lokomotive mit der Fabriknummer 23170 ist die jüngste bekannte Lokomotive dieser Loktype. Sie wurde 1937 an Philipp Holzmann in Frankfurt am Main geliefert. Die Lokomotive besitzt die Spurweite 600 mm. Sie gelangte 1986 zur Grube Fortuna (Solms) und ist im dortigen Feld- und Grubenbahnmuseum vorhanden.

## Konstruktion
Der Blechrahmen mit einer Blechstärke von 10 mm ist als Wasserkastenrahmen ausgebildet. Die Lokomotive besitzt neben dem Kessel zwei seitliche Kästen, die zur Bunkerung des Kohlenvorrates dienten. Als Pufferbohle sind vorn und hinten Bleche vorhanden. Die vordere Pufferbohle ist mit einem zusätzlichen Träger zur Aufnahme der vom Kunden gewünschten Zug- und Stoßeinrichtung verstärkt. Bei der CT 5 wurde eine doppelt ausgeführte Kupplung für einen unterschiedlichen Fahrzeugpark gewählt. Die Kupplung für den Schlepptender ist als einfache Balancierhebelkupplung ausgeführt.
Der Flammrohrkessel hatte eine kupferne Feuerbüchse. Der Kessel besteht aus zwei Schüssen, auf dem ersten sitzt der extra hohe Dampfdom, der innen den Regler besitzt. Auf dem zweiten Kesselschuss sitzt der Sanddom, von dem aus mechanisch die erste Achse von vorn und die zweite von hinten gesandet werden konnte. Gespeist wurde er durch zwei Injektoren Bauart Strube mit einer Förderleistung von 60 l/min. Er besaß ein Sicherheitsventil Bauart Ramsbotton. Die Zweizylindermaschine besitzt horizontal angeordnete Zylinder mit schrägen oberen Abschlüssen und schräg geführten Flachschiebern, die über eine Allan-Steuerung die zweite Achse antrieben, der Kreuzkopf wurde zweischienig auf der Gleitbahn geführt.
Die Handbremse wirkte auf beide Achsen durch ein einfaches Hebelsystem. Der Bedienhebel befand sich auf der Rückseite des Führerstandes. Zum Wasserfüllen besaß die Lok einen dampfbetriebenen Ejektor zur Wasseraufnahme aus Flüssen, Seen, Gräben oder Brunnen. Die Petroleumbeleuchtung wurde später in vielen Fällen durch eine elektrische mit einem Turbogenerator für 24 V ausgetauscht. Die Lokomotive war mit einer Dampfpfeife vor dem Führerhaus ausgerüstet.